# Калейдоскоп ужасов 3
«Калейдоскоп ужасов 3» (англ. Creepshow III) — американский фильм ужасов 2006 года режиссёров Аны Клавелл и Джеймса Гленна Дьюделсона, сиквел фильмов Калейдоскоп ужасов и Калейдоскоп ужасов 2. Картина включает в себя пять событийно пересекающихся между собой эпизодов: «Жена профессора Дэйтона», «Элис», «Рэйчел, девушка по вызову», «Радио» и «Одержимый пёс». В отличие от первых двух частей, фильм снят по оригинальному сценарию и не имеет отношения к творчеству Стивена Кинга.

## Сюжет
Весь сюжет фильма разворачивается вокруг нескольких домов, находящихся по соседству. Поэтому главные персонажи одной истории часто переходят в другую, становясь уже эпизодическими. Полная картина вырисовывается только к концу фильма.

### Элис
Молодая девушка Элис не даёт спокойно жить своим соседям, постоянно неся с собой массу негативных эмоций. Наконец один из соседей, старый профессор Дэйтон, решает проучить Элис и дарит её отцу свою новую разработку — пульт дистанционного управления, открывающий порталы в параллельные миры.

### Радио
Вечно угрюмый и малообщительный охранник живёт ничем не примечательной жизнью. Однажды у какого-то бродяги он покупает подержанный радиоприёмник, который вскоре выявляет в своей деятельности странные особенности — разговаривает вкрадчивым женским голосом непосредственно с владельцем аппарата. При этом радиоприёмник не просто общается с охранником, а даёт ценные жизненные указания, благодаря которым жизнь охранника постепенно налаживается. Однако вскоре советы приёмника приводят охранника к необратимым последствиям: сначала он сообщает ему о тайнике с кучей денег на чердаке дома, а затем настаивает на убийстве одного из соседей, ставшего свидетелем обнаружения клада.

### Рэйчел,девушка по вызову
В городе орудует проститутка Рэйчел, которая во время секса убивает своих клиентов. Полиция и журналисты даже окрестили её «убийца по вызову». Решивший развлечь себя парень Виктор становится клиентом Рэйчел. Она приходит в его дом, где и убивает его. Однако парнишка-простачок не такой уж невинный, как кажется.

### Жена профессора Дэйтона
Профессор Дэйтон, подаривший пульт отцу Элис из первой части, на старости лет решил жениться. Свадьба была организована весьма скромно, среди гостей были лишь несколько коллег по работе, а также лучшие выпускники Чарльз и Джон. В то же время гости теряются в догадках, обсуждая вопрос о том, где профессор мог познакомиться с такой молодой и красивой девушкой. Сама же девушка ведёт себя более чем странно — не ест, не пьёт и односложно отвечает на вопросы. Наконец в головы Чарльза и Джона закрадывается мысль о том, что Кэти — невеста профессора — является его новым изобретением — киборгом.

### Одержимый пёс
Циничный и высокомерный доктор Фарвелл (эдакий провинциальный доктор Хаус) работает в бесплатной клинике, отрабатывая свой ранее совершённый медицинский проступок. Здесь Фарвелл проявляет наплевательское отношение ко всем пациентам, а за кулисами своей деятельности поставляет сомнительным личностям медицинские препараты, содержащие наркотические и психотропные вещества, да и сам он не против несколько раз за день глотнуть загадочные таблетки. Вечерами же доктор ходит на вечеринки, куда имеет доступ благодаря своим связям с лицами, которым он незаконно поставляет наркотические препараты, и постоянно напивается. Однажды доктор, спеша на свою скучную работу, покупает хот-дог и случайно роняет его на землю. Испачканную еду он затем отдаёт бродяге, который, подавившись, начинает кашлять и вскоре задыхается. Не обратив на это никакого внимания, Фарвелл уходит на работу. Но вскоре доктора начинает преследовать призрак погибшего бродяги.
Фильм заканчивается традиционным для всех «Калейдоскопов ужасов» подведением итогов — профессор Дэйтон всё-таки женится, родители Элис обсуждают события первой части, а торговец хот-догами показывает своё истинное лицо.

## В ролях
- Крис Аллен — доктор Фарвелл
- Стефани Петти — Alice
- Натан Керклэндя — Father
- Сьюзэн Шрамм — Mother
- Сэльма Пинкард — Mother
- Мэтт Фромм — Jesse
- Брайан Джейкобс — Jesse
- Леонардо Миллан — Father
- Рой Абрамсон — Father / Detective Jacobs
- Элина Мэдисон — Эва